# Parafia Wniebowzięcia Najświętszej Maryi Panny w Praszce
Parafia Wniebowzięcia Najświętszej Maryi Panny – rzymskokatolicka parafia położona przy ulicy Parafialnej 1 w Praszce. Parafia należy do dekanatu Praszka w archidiecezji częstochowskiej.

## Historia parafii
Parafia została utworzona w 1506 roku.
Pierwszym kościołem parafialnym była drewniana świątynia zbudowana w 1392 roku. Kościół ten przetrwał do XVII wieku. Obecny kościół parafialny został zbudowany w stylu neobarokowym w latach 1874–1884. Na placu Grunwaldzkim znajduje się, należący do parafii, klasztor sióstr Felicjanek. Wieloletnim proboszczem parafii był ks. Ireneusz Władysław Skrobot.

## Liczebność i zasięg parafii
Parafia liczy około 3500 wiernych, z miejscowości: Praszka (ulice: Boczna, Byczyńska, Chopina, część Fabrycznej, Gorzowska, Kaliska, Kilińskiego, Kopernika, część Kościuszki, Krótka, część Listopadowej, 3 Maja, część Mickiewicza, Parafialna, Piłsudskiego, Plac Grunwaldzki, Pod Rosochami, Powstańców Śląskich, Prusa, Senatorska, Sienkiewicza, Słoneczna, Słowackiego, Sportowa, Styczniowa, Szosa Gańska, Warszawska, Wodna i Żeromskiego) oraz wsi: Rozterk i część Skotnicy. 

### Proboszczowie od 1925 roku
- ks. Franciszek Wtorkiewicz (1925–1932)
- ks. Apolinary Karczewski (1932–1935)
- ks. Stanisław Rychlewski (1935–1949)
- ks. Błażej Kawalec (1949–1988)
- ks. Stanisław Biegański (1988–1989)
- ks. Mirosław Przybyłowicz (1989–1996)
- ks. Mirosław Antoni Turoń (1996–2002)
- ks. Ireneusz Władysław Skrobot (2002–2020)[2]
- ks. Jerzy Grąbkowski (od 2020)